# Melcior de Palau i Bonet
Melcior de Palau y Bonet (Mataró, 13 de enero de 1797, 24 de abril de 1865) fue un abogado y político español, alcalde de Mataró en el bienio 1850 hasta 1852. Hijo de Juan de Palau y Jofre y Maria Bonet y Cabañas, se casó con Francesca Catalán y Sierra y tuvo ocho hijos. El rey le concedió el cargo honorífico de Magistrado de la Real Audiencia de Cataluña.
Como alcalde de Mataró inició los trámites para la construcción de la prisión de Mataró y llegó a encargar el proyecto y el presupuesto de obra al arquitecto Elías Rogent. También se aprobó y publicó el Bando de Buen Gobierno de la Ciudad de Mataró  en donde se daban órdenes para la limpieza y precauciones para evitar peleas. También se prohibía tener atados los cerdos en la calle, así como esquilar los caballos. Igualmente se castigaba a los curtidores y sazonadores mataronins que enterraban los animales a la calle.